# Свети Лука (Ставруполи)
„Свети Лука“ (на гръцки: Ι. Ν. Αγίου Λουκά Σταυρουπόλεως) е православна църква в солунското предградие Ставруполи, Гърция, енорийски храм на Неаполската и Ставруполска епархия.
Църквата е разположена на улица „Бубулина“ № 70. Енорията е създадена на 17 октомври 1973 година от митрополит Леонид Солунски заедно с малка приземна църквичка. В 1974 година храмът преминава от Солунската към новосъздадената Неаполска и Ставруполска епархия. Работата по строежа на храма започва интензивно и той е завършен в 1983 година. Открит е на 20 октомври 1983 година от митрополит Дионисий Неаполски и Ставруполски. В архитектурно отношение храмът е във византийски стил, кръстообразен с купол. В храма има параклис на „Свети Нектарий Пентаполски“.